# アカアシカツオドリ

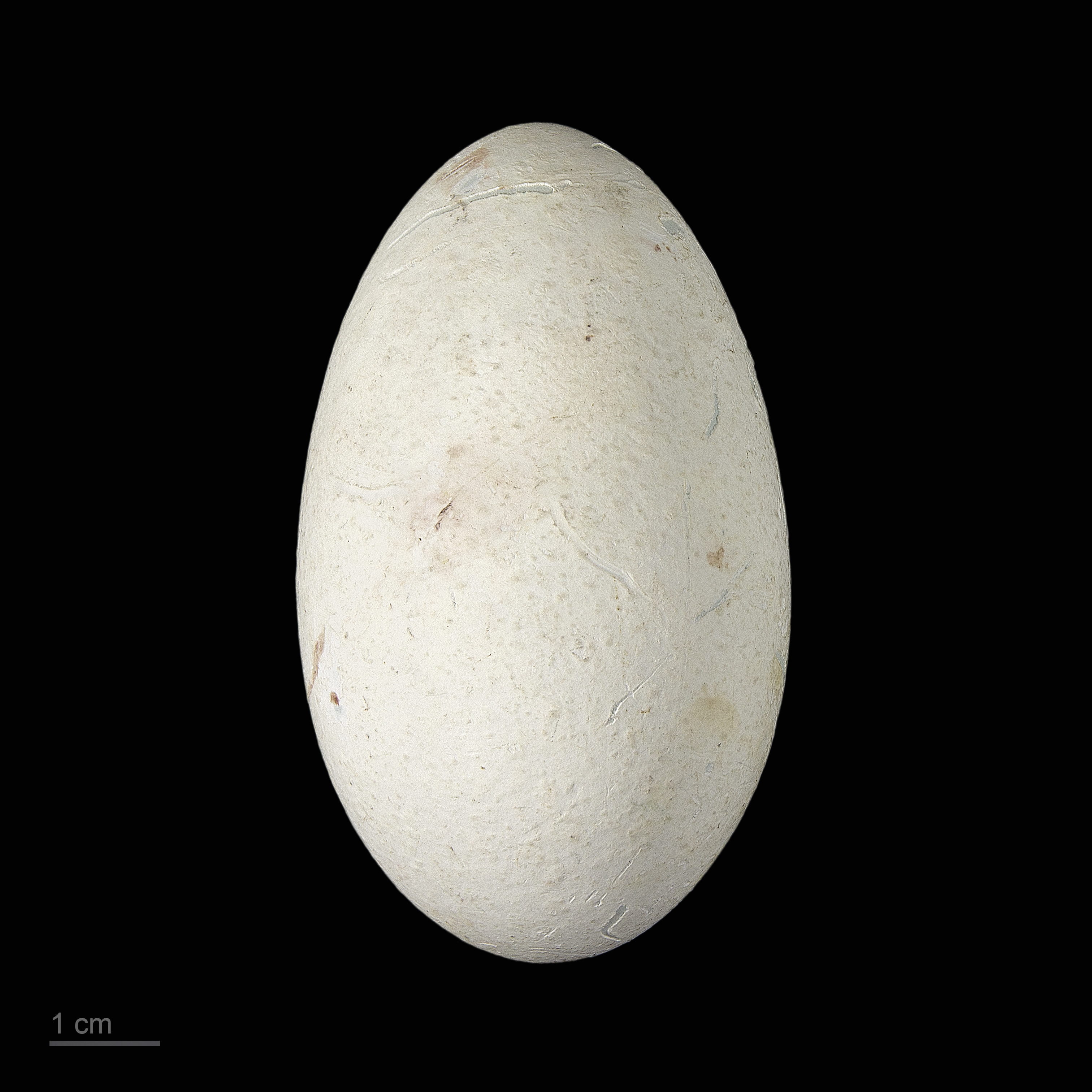
Sula sula

アカアシカツオドリ（赤脚鰹鳥、Sula sula）は、カツオドリ目カツオドリ科カツオドリ属に分類される鳥類。属名および種小名の sula はノルウェー語でシロカツオドリを指す呼称に由来する。

## 分布
インド洋、大西洋、太平洋の熱帯および亜熱帯の海域に分布する。
日本では少数が南西諸島、硫黄列島、小笠原諸島に飛来する。2017年には南硫黄島で集団繁殖が確認されている。また、八重山列島の仲御神島には毎年、若齢鳥を中心に数羽～10羽程度が飛来し、1975年と1977年には繁殖も確認されている。
本州では東京都（1978年）、神奈川県（1975年）の記録があり、近年には東京都内（2008年7月）で保護されている。北海道では、茅部郡森町（2008年9月）で幼鳥が保護され、利尻島（2006年7月）においても若鳥の飛来が記録されている。福岡市西区の今津湾に飛来した例もある。

## 形態
全長約75cm (70-80cm)。翼開長約143cm (140-145cm)。翼長30.6-40.2cm、嘴峰長7.19-9.1cm、跗蹠長3.12-4.09cm、尾長19.2-24.3cm。体重0.94-1.07kg。雌雄同色。全身は白色（白色型）や灰褐色（褐色型）の羽毛で覆われる。白い羽毛で覆われるが、翼上面の色彩が灰褐色（さらに頭部から体上面も灰褐色）の個体もいる（中間型）。初列風切や次列風切の色彩は黒い。尾羽はくさび型で先端が尖り、色彩は白色（白色型、中間型）や黒褐色（褐色型）。日本では中間型と思われるものも観察されているが、褐色型は確認されていない。
顔には羽毛がなく赤い皮膚が露出し、眼の周囲の皮膚は青みがかった灰色。嘴の色彩は淡青色や青紫色。足は赤い。
若鳥の褐色型は全体として褐色であるが、白色型は全体に白みがある。嘴の色彩はピンク色で、先端は紫がかった褐色。足はピンクがかった灰色。幼鳥は褐色型とよく似るが、足が黄色で、白色型の幼鳥は頭部が白みを帯びる。

## 亜種
3亜種に分かれるとされる。
- Sula sula sula  (Linnaeus, 1766) - 基亜種。カリブ海やブラジル沖の島々で繁殖する。[15]
- Sula sula rubripes (Gould, 1838) - 亜種アカアシカツオドリ[16]。熱帯太平洋、インド洋の島々で繁殖する。[15]

日本南部や台湾には、夏鳥として主に6-10月に飛来する。
- Sula sula websteri - 亜種ガラパゴスアカアシカツオドリ[18]。メキシコ西部沖の島々、中央アメリカ、ガラパゴス諸島に生息する。[15]

ガラパゴス諸島の繁殖地としては、ダーウィン島、ウォルフ島、マルチェナ島、ヘノベサ島、サン・クリストバル島（東部）、ガードナー小島（エスパニョラ島沖）が知られ、セイモア・ノルテ島、イサベラ島（モレノ岬）、エスパニョラ島などでも観察される。

## 生態
熱帯から亜熱帯の海洋に生息し、20羽以下の群れを形成して生活する。
食性は動物食で、魚類、軟体動物を食べる。主に空中から水中の獲物を探し、獲物を発見すると急降下して潜水し捕らえる。海面付近を跳躍しているトビウオを捕食することもある。
周年繁殖する。集団繁殖地（コロニー）を形成し、低木の樹上に木の枯枝を組み合わせた皿形の巣を作り、1回に1-2個（主に1個）の卵を産む。卵は青色無斑で、大きさは5.9-7.2cm × 3.5-4.85cm。雌雄交代で抱卵し、抱卵期間は42-46日。雛は孵化してから100-144日で巣立つが、幼鳥は巣立ってからも数か月は親鳥から食物を与えられる。生後2-3年で性成熟し、寿命は20年以上。
小笠原航路で、聟島列島の北北西約60kmで記録された個体が船に近付き、約1時間・40km飛翔した後、その船に止まり就眠した。その後、青ヶ島の東、約60kmで飛び立つまで12時間10分、約450kmを船上で過ごした記録がある。

## 人間との関係
CHUMSはブランドアイコンとしてアカアシカツオドリを採用しているが、南米の漁師が「bobo（間抜け）」と呼んでいたことから、「ブービーバード」と称している。
卵も含めて食用とされることもあり、食用の乱獲により生息数は減少している。
日本では1972年に仲御神島が「仲の神島海鳥繁殖地」として国の天然記念物に指定されている。ただし、セグロアジサシ等の海鳥の集団繁殖地としてであり、アカアシカツオドリの繁殖例があるのは指定後である。
絶滅危惧IB類 (EN)（環境省レッドリスト）

## 画像

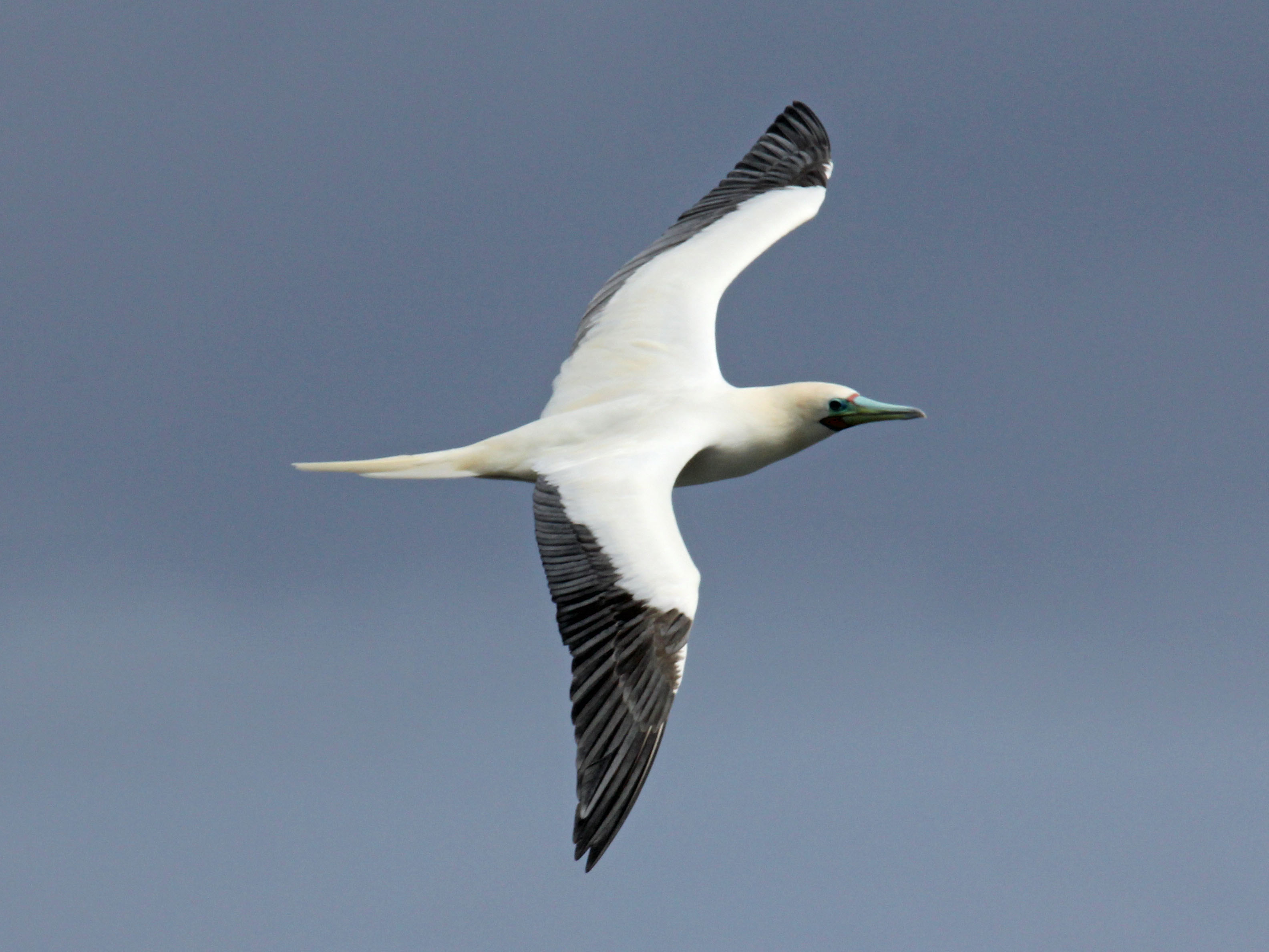
上面（ハワイ州、カウアイ島）
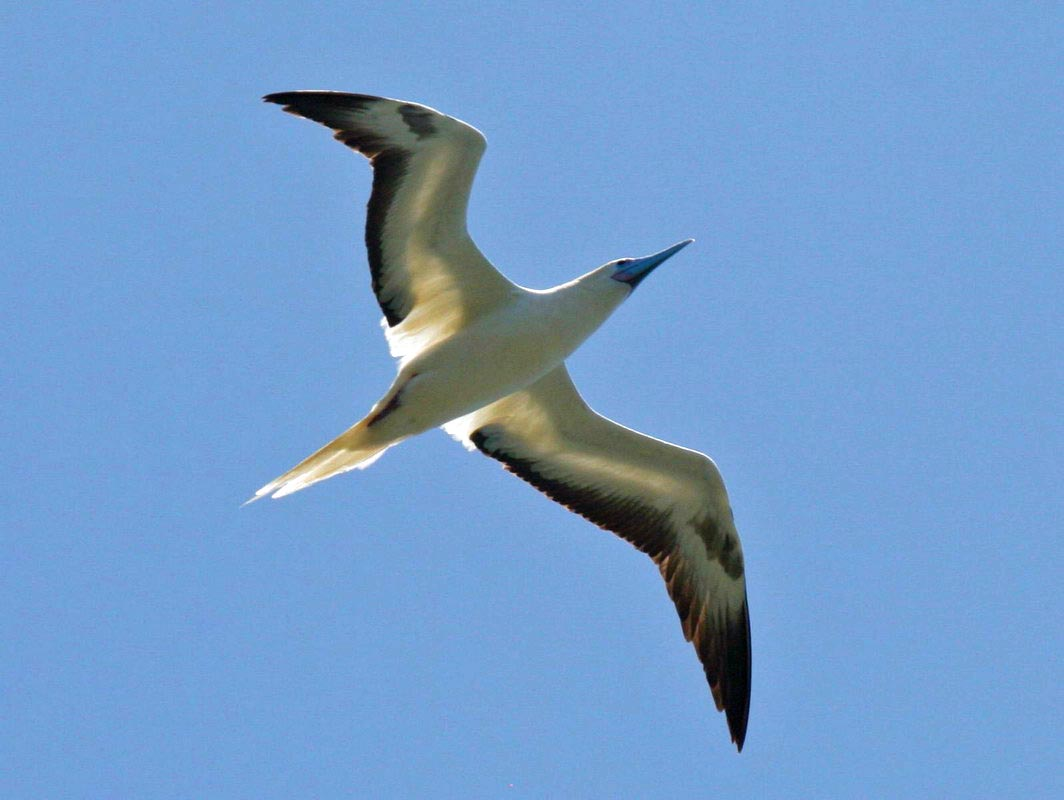
下面（ハワイ州、カウアイ島）
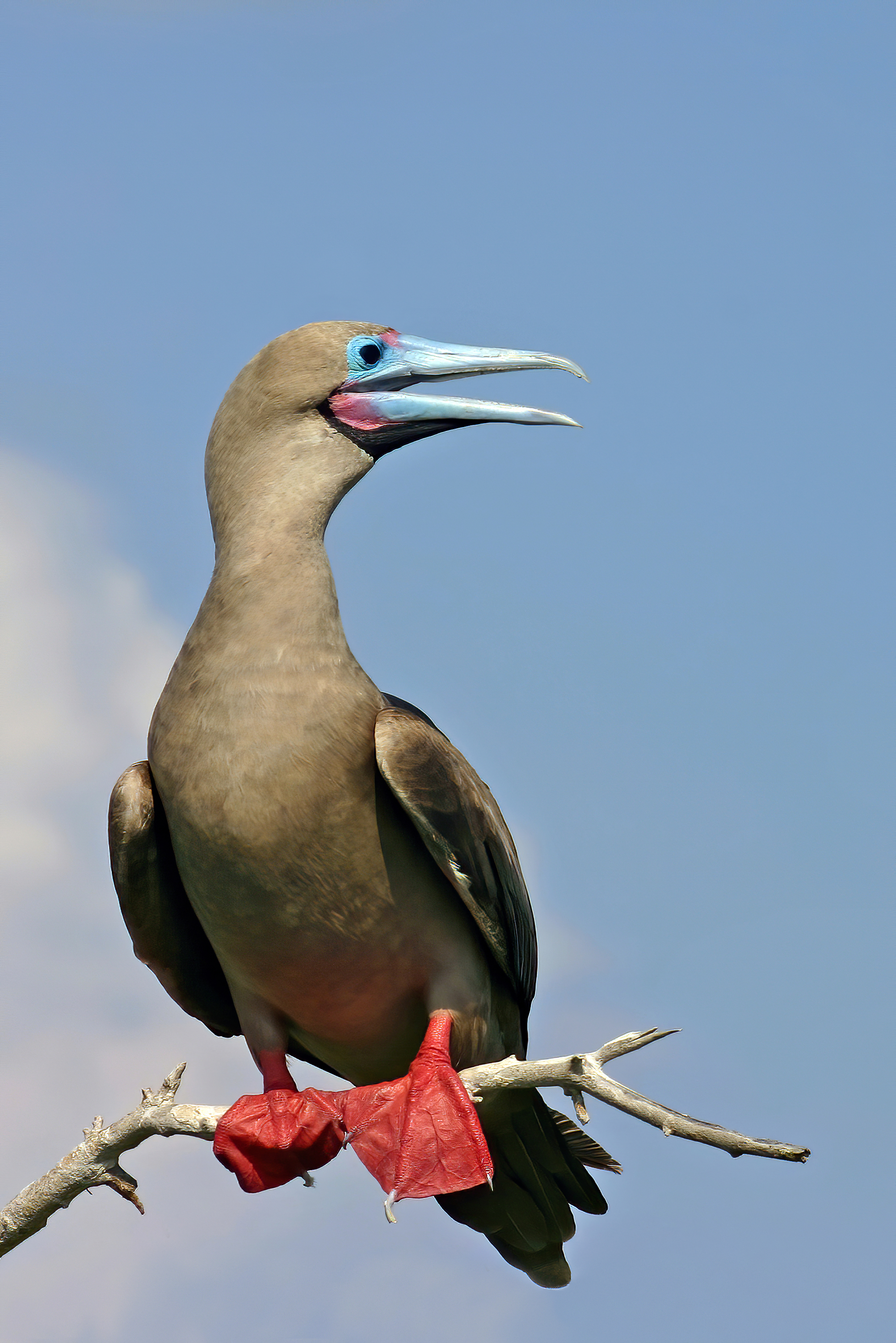
褐色型（ガラパゴス諸島）
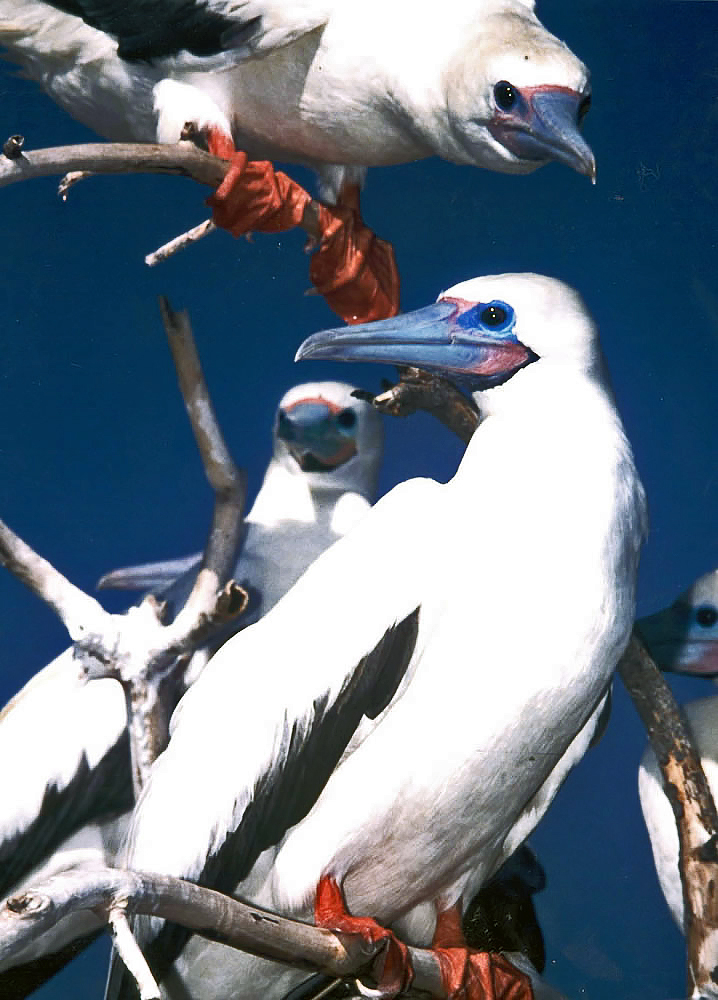
白色型
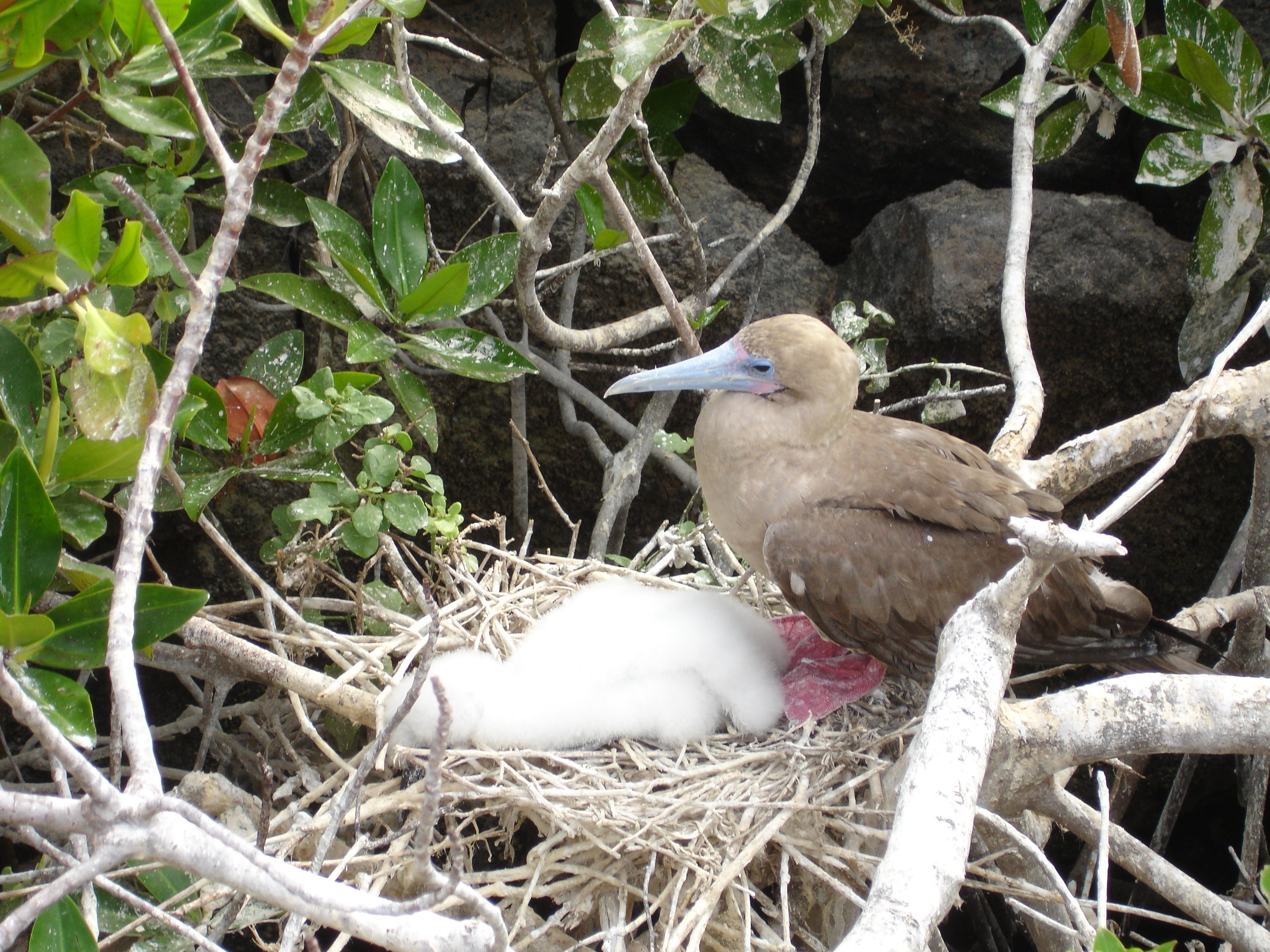
巣
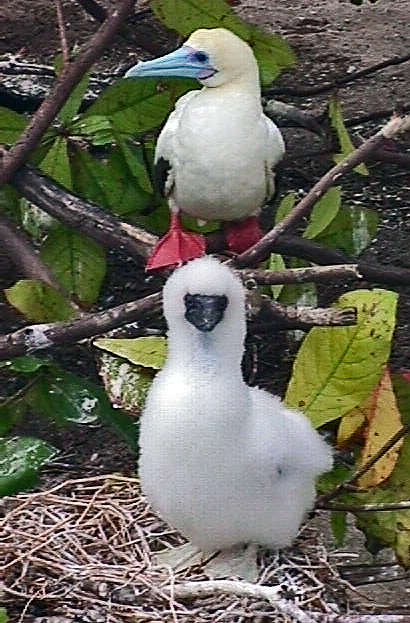
巣にいる雛と成鳥